# Otto Edelmann
Otto Edelmann (* 5. Februar 1917 in Wien; † 14. Mai 2003 ebenda) war ein österreichischer Opernsänger (Bassbariton).

## Leben

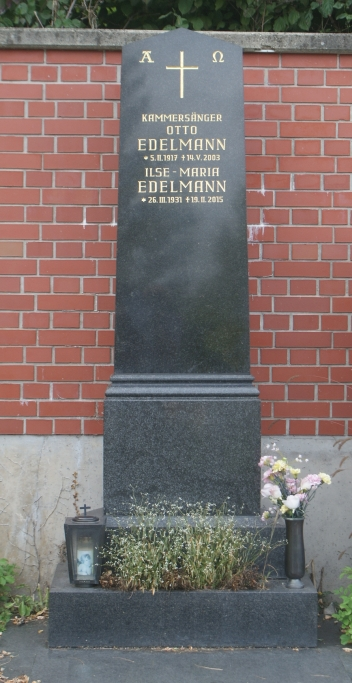
Grabstätte von Otto Edelmann

Edelmann studierte unter anderem beim norwegischen Heldentenor Gunnar Graarud. 1937 debütierte er in Gera als Figaro. 1947 debütierte er als Eremit in Carl Maria von Webers Freischütz an der Volksoper Wien, dem damaligen Ersatz der ausgebombten Staatsoper, und wurde Mitglied der Wiener Staatsoper.
Insgesamt sang er  dort 36 Partien in 430 Vorstellungen. Seine Glanzrollen waren der Ochs auf Lerchenau im Rosenkavalier sowie der Hans Sachs in den Meistersingern, die seine Lieblingspartie war.
Sein großer Durchbruch erfolgte 1950, als er unter Clemens Krauss seinen ersten Falstaff sang. 1951 folgte der Hans Sachs in Bayreuth.
Große Erfolge feierte er in USA, vor allem an der Metropolitan Opera
in  New York, deren Mitglied er 18 Jahre lang war. Insgesamt stand er 148 Mal auf der Bühne der MET.
An der Wiener Staatsoper trat er zum letzten Mal am 15. Dezember 1976 als Graf Waldner in Arabella auf.
Auch die beiden Söhne Peter und Paul Armin Edelmann wurden Sänger.
Er wurde  in einem ehrenhalber gewidmeten Grab auf dem Kalksburger Friedhof (Gruppe 1, Nummer 55 A) in Wien beigesetzt.

## Diskografie (Auswahl)
- Ludwig van Beethoven: Sinfonie Nr. 9 d-moll op. 125. - Bass unter Wilhelm Furtwängler in einer Live-Aufnahme (Bayreuther Festspiele) 1951
- Richard Wagner: Die Meistersinger von Nürnberg. – als Sachs unter Herbert von Karajan in einer Live-Aufnahme (Bayreuther Festspiele) 1951
- Carl Naria von Weber: Der Frischütz. - als Eremit unter Wilhelm Furtwängler in einer Live-Aufnahme (Wiener Staatsoper) 1954
- Richard Strauss: Der Rosenkavalier. – als Baron Ochs unter Herbert von Karajan 1956

## Filmografie
- 1955: Mozarts Don Giovanni
- 1960: Richard Strauss: Der Rosenkavalier, zur Eröffnung des Großen Festspielhauses in Salzburg, Dirigent: Herbert von Karajan
- 1993: Tatort – Deserteure
- 1999: Tatort – Nie wieder Oper
- 2002: Tatort – 1000 Tode
- 2002: Mutanten